# Eske Bille
Eske Bille (né vers 1480, mort le 11 février 1552) est un diplomate et homme d'État danois.

## Biographie
En 1510, il est nommé gouverneur et commandant au château de Copenhague. En 1514, il est transféré au château d'Hagenskov, sur l'île de Fionie.
Il est ensuite commandant de Bergenhus de 1529 à 1537 et intendant du royaume du Danemark de 1547 jusqu'à sa mort. En parallèle, il devient membre du Riksråd au Danemark en 1523 et membre du Riksråd en Norvège en 1533. En 1537, il devient chevalier, le plus haut rang de la noblesse danoise.
Bille est surtout connu pour les églises qu'il a démolies à Bergen, lorsqu'il est commandant de Forteresse de Bergenhus, ce qui lui vaudra le surnom de "Casseur d'Églises". Il achève notamment la démolition des bâtiments religieux au sein des fortifications afin de permettre la défense de la ville et du port, dont l'église de l'apôtre (Apostelkirken) et la cathédrale du Christ (Kristkirken).
Eske Bille est membre de la famille Bille, qui deviendra de son vivant la famille noble la plus puissante politiquement au Danemark. Il est fils de Peder Bille til Svanholm et d'Anne Knudsdatter Gyldenstierne. Il est le frère de l'évêque Ove Bille et le cousin germain de l'homme d'État Claus Bille,,.